# Юнаци
Юнаци е село в Южна България. То се намира в община Момчилград, област Кърджали.

## История
До 1934 година носи името Аладън. Комисията, работила по преименуването на българските селища през 1931 – 1932 годин спазва правила при преименуването, сред които е приемане на имена на части от Македоно-одринското опълчение. Така селото е наименувано в прослава на Юнашкия легион – 1-ва рота от 12-а дружина, сформирана от членове на гимнастическите дружества „Юнак“.